# PIT-CNT
El Plenario Intersindical de Trabajadores - Convención Nacional de Trabajadores, conocido popularmente como PIT-CNT, es la central sindical única de Uruguay. Prácticamente la totalidad de los sindicatos en el Uruguay están afiliados al PIT-CNT. Desde su último congreso contaba con más de 300 000 trabajadores afiliados aproximadamente.

## Historia

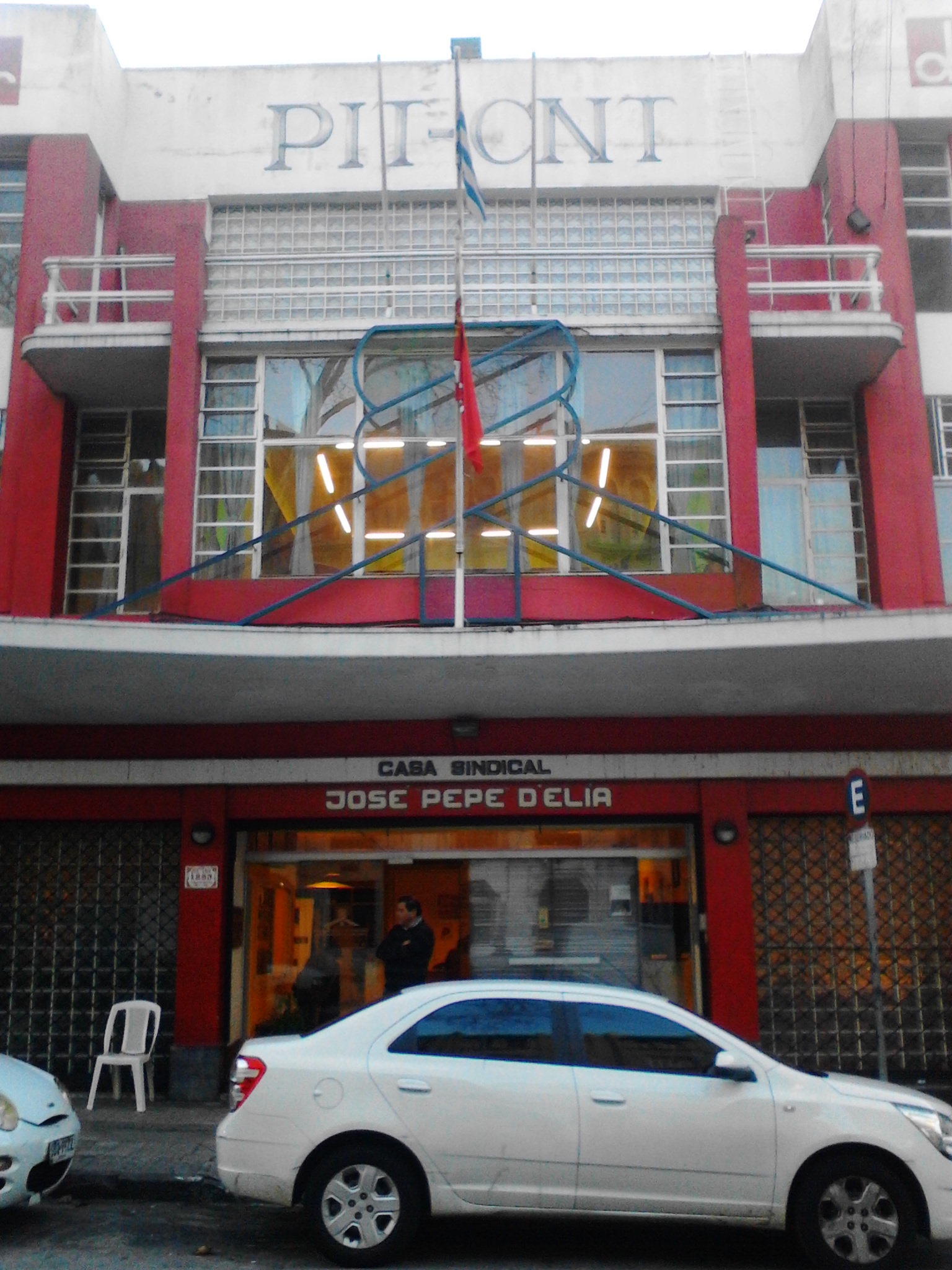
Foto de la fachada de la sede central del PIT-CNT.

### Intentos previos de unificación sindical
En la segunda mitad del siglo XIX comienzan los primeros intentos en Uruguay de organización de trabajadores con reclamos sociales y políticos. Es a partir el fenómeno de asociacionismo que surgen las sociedades de socorro mutuo como herramienta de contingencia ante la falta de cobertura en seguridad social. Su pilar fundamental era la solidaridad con el fin de la previsión social. Se realizan en la década de 1870 las primeras huelgas en reclamo de mejores salarios y condiciones laborales.
Sin embargo, no es hasta el gobierno de José Batlle y Ordóñez, del Partido Colorado, que el movimiento sindical toma fuerza. En 1905, se funda la Federación Obrera Regional Uruguaya (FORU), de tendencia anarquista, considerada la primera central sindical uruguaya de carácter nacional. Esta Federación surge luego de que no prosperaran los intentos socialistas hacia la Unión General de Trabajadores (UGT) y de los católicos en la Confederación de Uniones Gremiales. Fue en su Tercer congreso que la FORU se pronuncia sobre la jornada laboral de 8 horas, un reclamo de los trabajadores que databa de 1905. Si bien estas movilizaciones tuvieron eco parlamentario no fueron suficientes para verse plasmadas en una ley. Es el 14 de junio de 1913 que se aprueba la Ley n.º 5.350 Jornada de 8 horas que recibe sanción definitiva en el Senado el 17 de noviembre de 1915.
Divisiones en el seno del sindicalismo (provocadas principalmente por debates entre anarquistas y comunistas) llevan a que en 1929 existan además de la FORU otras dos centrales: la Unión Sindical Uruguaya (USU) y la Confederación General del Trabajo del Uruguay (CGTU).
En la década de 1940 y en el contexto de la Segunda Guerra Mundial, se da un nuevo intento de central única, con la creación de la Unión General de Trabajadores (UGT), que no logró consolidarse. En este período se aprueba le Ley n.º 10.449 de Creación de Consejos de Salario y Negociación Colectiva.
En 1956, luego de una huelga de trabajadores frigoríficos, la Federación Autónoma de la Carne convocó a una “Comisión Coordinadora pro Central Única”, que logró una buena coordinación en diversos conflictos. En 1961 se constituye la Central de Trabajadores del Uruguay (CTU).

### Creación de la CNT
En septiembre de 1964 se convoca una Convención Nacional deTrabajadores (CNT), un organismo de coordinación entre sindicatos afiliados a la CTU y otros autónomos. Inicialmente no participaron de esta propuesta algunos importantes sindicatos (bancarios, ferroviarios y trabajadores de la carne, por ejemplo).
La CNT convoca para agosto de 1965 un Congreso del Pueblo para discutir y proponer un programa para revertir la crisis existente en el país. De él participaron diversas organizaciones de diversos orígenes, incluyendo sindicatos, organizaciones estudiantiles, cooperativas agropecuarias e iglesias. En total hubo casi 1 400 delegados de 707 organizaciones. Su programa " de soluciones a la crisis" fue muy vasto, incluyendo reivindicaciones inmediatas (salario, vivienda, salud) y propuestas de transformaciones estructurales (reforma agraria, nacionalización de frigoríficos y bancos, entre otros).
Entre el 28 de septiembre y el 1° de octubre de 1966 se reunió el Congreso de Unificación Sindical, que aprobó los estatutos, el programa (basado en el Congreso del Pueblo) y la declaración de principios de la CNT. De esta manera la CNT pasó de ser de un organismo coordinador a una central sindical. En los años siguientes se incorporaron a la central algunos sindicatos que aún permanecían autónomos.

### La huelga general
El 27 de junio de 1973 se dio en Uruguay un golpe de Estado, perpetrado por el entonces presidente Juan María Bordaberry con el apoyo de las fuerzas armadas. Ya en 1964 la CNT había decidido que en caso de producirse un golpe se debía realizar una huelga con ocupación de los lugares de trabajo. Esto fue lo que ocurrió a partir de la mañana del mismo 27.
La huelga fue llevada adelante por miles de trabajadores y contó con el apoyo del Frente Amplio, la mayoría del Partido Nacional, la Universidad de la República y los gremios universitarios. 
El 30 de junio, luego de infructuosos intentos de terminar con la huelga, el gobierno prohibió a la CNT y comenzó a desalojar los lugares de trabajo. Pese a ello, la huelga se mantuvo.
El 9 de julio se realizó una multitudinaria manifestación en Montevideo. Dos días después, la Mesa Representativa de la CNT decidió levantar la huelga y continuar la lucha contra la dictadura por otros medios.

### Creación del PIT
Durante los primeros años la dictadura el movimiento sindical fue fuertemente reprimido, pese a lo cual hubo algunos paros y manifestaciones. Hubo intentos desde el gobierno de crear sindicatos afines al mismo, pero no prosperaron.
En mayo de 1981 el gobierno cívico-militar firmó un decreto que permitió crear "asociaciones profesionales" las cuales fueron aprovechadas por los trabajadores para funcionar nuevamente en forma organizada.
En 1983, por primera vez en diez años, se realizó una concentración masiva por el 1° de mayo. Esta manifestación fue organizada por el recientemente creado Plenario Intersindical de Trabajadores (PIT). El PIT se volvió un relevante actor en los siguientes meses: realizó una importante manifestación el 4 de noviembre, apoyó el Acto del Obelisco del 27 de noviembre y realizó un paro general (el primero desde 1973) en enero de 1984.
El 1° de mayo de 1984 marcó la unión del PIT con la CNT, ya que el acto de ese día se dio ya con la denominación actual: PIT-CNT.

### Vuelta a la democracia
Se convalidan los actos con la denominación de decretos-leyes por ley 15.738 de 1985, salvo aquellos contrarios a los principios democráticos-republicanos, a los que se declara nulos e inexistentes. Se anulan de forma expresa las leyes 15.137, 14.328, 15.385, 15.530, y leyes fundamentales 3, 4, 5, 6,  7, estas referían de las organizaciones de sindicatos, convenios colectivos, funcionarios públicos y huelga. 
Desde el retorno a la democracia, el PIT-CNT ha sido un actor político muy importante, trascendiendo la lucha de lo estrictamente laboral. Muestra de ello es su actuación en los diversos  plebiscitos y referéndums que se han dado en Uruguay desde ese momento. Para los plebiscitos que intentaron la anulación de la Ley de Caducidad de la Pretensión Punitiva del Estado fue un protagonista ineludible, sobre todo en la segunda ocasión, ya que en esa ocasión fue quien comenzó con la campaña de recolección de firmas. También el referéndum para impugnar la Ley de Empresas Públicas fue impulsado por la central sindical. Los plebiscitos por el agua (2004) y por la baja de la edad de imputabilidad (2014) también lo tuvieron como gran protagonista del debate, en ambos casos logrando el resultado buscado.
Durante la década de 1990 y comienzos de la década de 2000, el sindicalismo en Uruguay tuvo una importante crisis, con caída en el número de afiliados, llegando en 2003 a poco más de 100 mil. A partir de la victoria del Frente Amplio en 2005, la tendencia se revirtió, cambio incentivado por las diversas leyes laborales aprobadas.

## Sindicatos afiliados
Prácticamente la totalidad de los sindicatos en el Uruguay están afiliados al PIT-CNT. Existen gremios que no están afiliados, algunos de los cuales formaron una confederación por fuera del PIT-CNT, pero es un número muy menor en relación con los que están dentro.
Se calcula que el número de afiliados al PIT-CNT en 2015 era mayor a 400 mil. Los sindicatos con mayor cantidad de afiliados son el SUNCA (construcción y anexos), COFE (estatales), FUS (salud) y FUECYS (comercio y servicios).

## Tendencia política
La central sindical tiene posturas que lo colocan en la izquierda política. En sus máximos órganos de conducción conviven personas identificadas con diversos lugares del espectro político entre la centro-izquierda y la izquierda.
Se los acusa, principalmente desde 2005, de ser afines al Frente Amplio, y que dicha afinidad los lleva en ocasiones a no representar a todos los trabajadores. Esta crítica viene dada tanto desde la derecha como de la izquierda. Afirmaciones que se ven reforzadas por hechos tales como la candidatura a la presidencia del Frente Amplio (resultando electo en 2022) del sindicalista Fernando Pereira que había ejercido como presidente del PIT-CNT entre 2015 y 2021.

## Organización
El órgano máximo de decisión del PIT-CNT es el Congreso. El mismo se reúne de forma ordinaria cada dos años. Está conformado por delegados de cada uno de los sindicatos que conforman a la central, con un número proporcional al número de afiliados. El Congreso tiene como función principal determinar el programa y plan de acción de la central. Elige además a otro órgano de conducción: la Mesa Representativa. Existen además órganos de conducción departamentales. Delegados de dichos órganos sumados a la Mesa Representativa forman la Mesa Representativa Nacional Ampliada, órgano intermedio entre el Congreso y la Mesa Representativa.
La Mesa Representativa realiza la parte ejecutiva de las resoluciones adoptadas por el Congreso, y elige entre sus miembros al Secretariado Ejecutivo, que es quien conduce la Mesa.  
Desde el XlV Congreso de diciembre del 2021, el Secretario está conformado por: Marcelo Abdala (UNTMRA) (Presidente), José Lorenzo López (COFE) (Vicepresidente), Elbia Pereira (FUM-TEC) (Secretaría General), José Fazio (UNOTT), Fernando Gambera (AEBU), Daniel Diverio (SUNCA), Fernando Ferreira (FOEB), Gabriel Molina (SUTEL), Fernanda Aguirre (SUGHU), Vanessa Peirano (SUPRA), Enrique Méndez (FTIL), Jorge Bermúdez (FUS), Patricia Rodríguez (SIFPOM), Valeria Ripol (ADEOM Montevideo), Flor de Liz Feijoo (SUA-V), Abigail Puig (FUECYS), Sergio Somaruga (SINTEP).
A partir del XV Congreso del PIT-CNT de mayo del 2025 el Secretariado Ejecutivo quedó con la siguiente integración: Marcelo Abdala (UNTMRA) (Presidente), Javier "Javito" Díaz (SUNCA) (Vicepresidente), Carolina Spilman (SUTEL) (Vicepresidenta, adjunta), José Lorenzo "Joselo" López (COFE) (Secretaría General), Alejandra Pereira (FUM) (Secretaría General, adjunta), Silvia Tejera (ADEOM Montevideo) (Finanzas), Enrique Méndez (FTIL) (Organización), Jorge "Fogata" Bermúdez (FUS) (Relaciones Internacionales), Martín Ford (AEBU) (Relaciones Internacionales), Fernanda Aguirre (SUGHU) (Derechos Humanos), Sergio Sommaruga (SINTEP) (Comunicación, Laura Martínez (FANCAP) (Comunicación, adjunta), Alejandra Pereira (FUM) (Formación sindical), Carolina Spilman (SUTEL) (Género, Equidad y Diversidad Sexual), Nathalie Barbé (ATSS) (Conflictos y Relaciones Laborales), Laura Martínez (FANCAP) (Discapacidad) y Sergio Sommaruga (SINTEP) (Discapacidad, adjunto), Álvaro Macedo (FOEMYA) (Desarrollo Productivo), Pablo Elizalde (AFJU) (Salud Laboral), Gonzalo Castelgrande (AUTE) (Relaciones Nacionales), José Olivera (FENAPES) (Interior)

### Secretaría de Género, Equidad y Diversidad Sexual
El antecedente de la actual Secretaría fue la Comisión de la Mujer del PIT CNT, que empieza a funcionar el 8 de marzo de 1986, se produce en el marco de la salida de la dictadura, con temas que fueron llevados desde el ámbito de la Concertación Nacional Programática.
Quienes fueron como representantes del PIT CNT a la Comisión de la Mujer de la Concertación Nacional Programática fueron Mabel Pizarro de la Federación Uruguaya de Magisterio (FUM), quien a posteriori fue la primera secretaría de la Comisión de la Mujer, y Mabel Olivera del Congreso Obrero Textil (COT) contando también con una activa presencia de Jorgelina Martínez también del Congreso Obrero Textil (COT). 
En esa Comisión participaron entre otras Isabel Espinoza del Sindicato Único de Trabajadores de Mar y Afines (SUNTMA), Moriana Hernández de la Asociación de Trabajadores de la Seguridad Social (ATSS), Graciela Duffau de la Agremiacion Federal de Funcionarios de la Universidad de la República (AFFUR), Celia Ruiz de la Agrupación de funcionarios de UTE (AUTE), Mabel Lolo de la Asociación De Empleados y Obreros de Montevideo (ADEOM), Lilián Celiberti, Mariela Barboza y Margarita Añorga de la Federación Uruguaya de Magisterio (FUM) y Lupe Dos Santos de la Asociación de Bancarios del Uruguay (AEBU).
En 2001 asumen responsabilidad de la Comisión de la Mujer Alma Fernández y Nohelia Millán de la Federación Uruguaya de la Salud (FUS), pasando en ese momento a llamarse Departamento de Género y Equidad, continuando por diferentes etapas hasta llegar a ser la actual Secretaría, cuyas responsables han sido Beatriz Fajián, presidenta de la Federación de Funcionarios de Salud Pública (FFSP) y de la Confederación de Funcionarios del Estado (COFE), Milagro Pau de la Asociación de Bancarios del Uruguay (AEBU) y a partir del año 2022 Flor de Liz Feijoo del Sindicato Único de la Aguja-Vestimenta (SUA-V).
A partir de mayo del 2025, luego del XV Congreso del PIT-CNT, es designada vicepresidenta adjunta y responsable de la Secretaría Carolina Spilman (SUTEL)